# 米济道尔吉
米济道尔吉（1905年—？），汉名黄葆庆，蒙古族，哲里木盟科尔沁右翼前旗人。中华民国大陆时期内蒙古政治人物。

## 生平
米济道尔吉曾任厚和蒙古学院教导主任、蒙疆联合自治政府畜产部牧野处处长、牧业实验场长、乌兰察布盟参事官、民生处长、蒙疆联合自治政府牧产公社理事等职。1945年曾与中国共产党合作。后来逃到张家口。1947年1月4日，察哈尔省盟旗文化福利委员会成立，设在张家口，设主任委员1人，由张季春担任，会内“设委员13人至21人，遴选蒙旗声望素著人士及干练有为之青年充任之”，初聘10人，包括色楞那木济勒、萨穆丕勒诺尔布、诺尔布扎那、旺庆多尔济、姚长青、吉利占泰、吉尔嘎朗等人，其中萨穆丕勒诺尔布、旺庆多尔济、姚长青、吉利占泰为驻会委员，其余缺额于各旗增设后随时遴聘。后来，由于萨穆丕勒诺尔布与姚长青调往他处任职，遂补聘阿巴哈纳尔左旗协理包拉达扎布、乌珠穆沁右旗代表阿格栋噶为驻会委员。